# Lei zero da termodinâmica
A lei zero da termodinâmica afirma que "se dois corpos A e B estão separadamente em equilíbrio térmico com um terceiro corpo C, então A e B estão em equilíbrio térmico entre si". Essa lei permite a definição de uma escala de temperatura, como por exemplo, as escalas de temperatura Celsius, Fahrenheit, Kelvin, Réaumur, Rankine, Newton e Leiden.

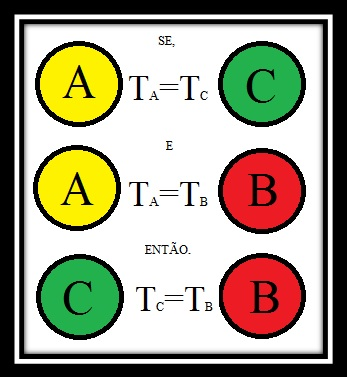
Imagem representando a Lei zero da termodinâmica. Se dois corpos estão em equilíbrio térmico com um terceiro, então eles estão em equilíbrio térmico entre si.

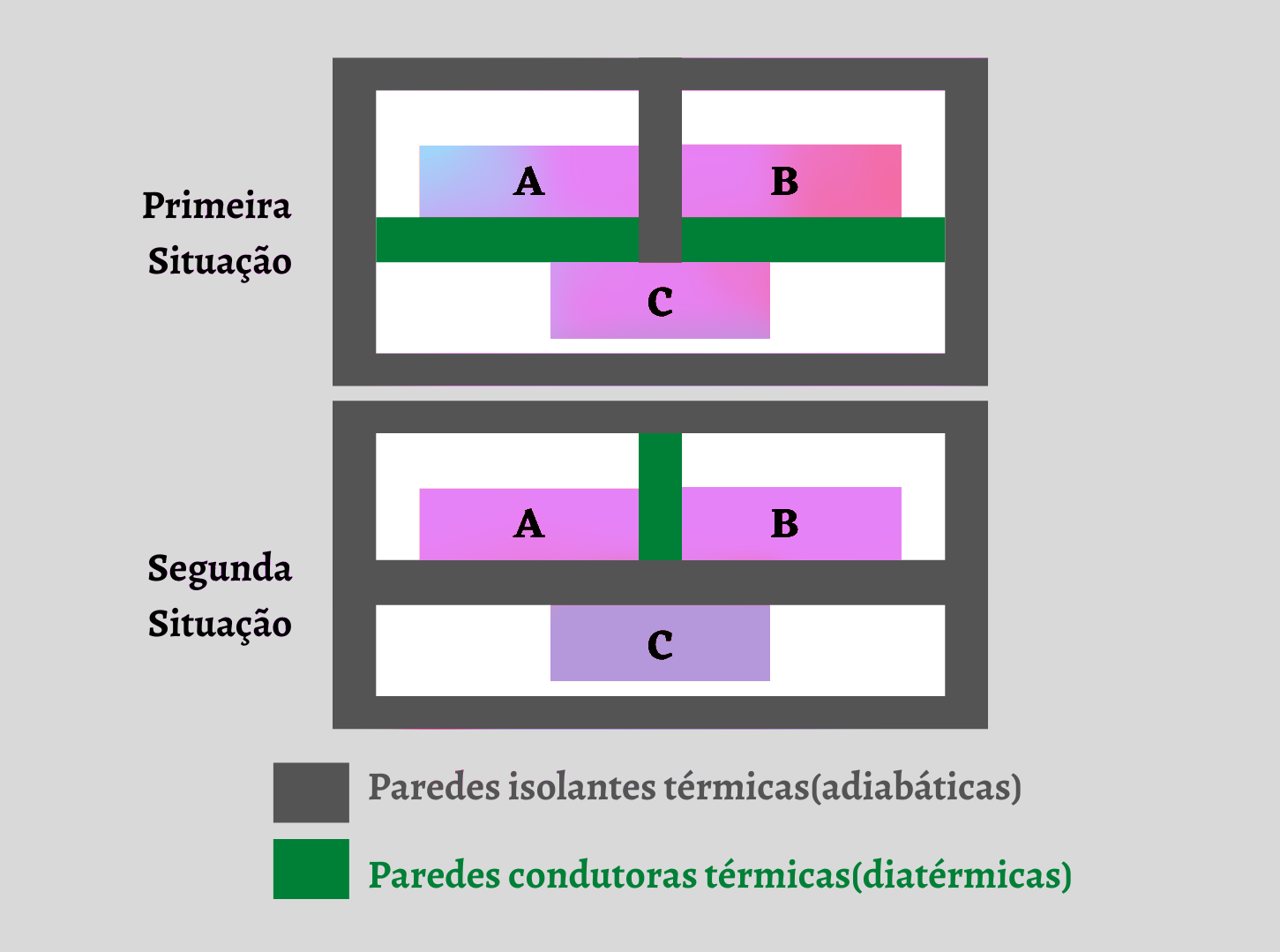
Na primeira situação, os blocos A e B estão isolados termicamente, ou seja, não há troca de calor entre eles. Entretanto ambos podem trocar energia na forma de calor com o bloco C. Essa troca se dá enquanto os blocos não estiverem em equilíbrio térmico. Na segunda situação, a parede isolante está separando o bloco C dos outros. Embora haja uma parede de material condutor entre A e B, não ocorre troca de calor com C. Isso é explicado pela Lei Zero da Termodinâmica que afirma que se A e B estão em equilíbrio térmico com C, então A e B estão em equilíbrio térmico entre si.

No ano de 1853, Rankine definiu temperaturas iguais da seguinte maneira: "Duas porções de matéria são ditas como tendo temperaturas iguais se nenhuma delas tende a transferir calor a outra". Isso significa que quando os corpos estão em equilíbrio térmico, não há uma diferença de energia térmica entre eles, portanto não ocorre transferência de calor.
O conceito intuitivo que temos sobre temperatura é muito subjetivo. As palavras quente e frio foram criadas para facilitar o entendimento da sensação térmica. Essa sensação varia para cada pessoa, portanto não é considerada. Estes termos servem para nos ajudar a compreender a teoria. Por exemplo, se em um dia frio tocarmos em um objeto de madeira e em um de metal, ambos à temperatura ambiente, por exemplo, teremos a impressão de que o objeto de metal está mais frio. Isso ocorre porque, como nosso corpo não está em equilibro térmico com eles, haverá troca de energia em forma de calor entre nosso corpo e os objetos. Como o metal é melhor condutor que a madeira, o calor será transferido mais rapidamente e é essa troca rápida de energia que nos dá a impressão de que o material está mais frio. Por isso, no lugar dessas noções, a Física utiliza o conceito de temperatura.
Quando um corpo é aquecido ou resfriado, certas características podem se modificar como por exemplo volume, comprimento ou resistência elétrica. A variação dessas características pode ser relacionada a sua variação de temperatura e a partir disso é possível criar um instrumento que meça a temperatura em uma certa escala. A escala de Newton tomou referências o congelamento e a temperatura do corpo humano (36,36 °C), respectivamente 0°N e 12°N. A escala de temperatura Celsius define a temperatura de solidificação da água, como sendo 0 °C e a de ebulição da água como 100 °C, quando submetidos à pressão de 1 atmosfera. Já a escala Fahrenheit, define a temperatura do gelo como 32 °F e a do vapor como 212 °F, quando submetidos à pressão de 1 atmosfera. Na escala Kelvin (escala absoluta) o ponto de fusão do gelo corresponde a 273 K e o ponto de ebulição da água corresponde a 373 K.
O significado físico da lei foi expressado por Maxwell nas seguintes palavras: “Todo calor é do mesmo tipo”. Por essa razão, um outro ditado desta lei é “Todas as paredes diatérmicas são equivalentes”.

## A Lei Zero como relação de equivalência
Um sistema termodinâmico está, por definição, em seu próprio estado de equilíbrio termodinâmico, ou seja, não há mudança em seu estado observável (isto é, em seu macroestado) com o tempo, e não há fluxo no sistema. Uma declaração precisa da lei zero é que a relação de equilíbrio térmico é uma Relação de equivalência em pares de sistemas termodinâmicos.
Em outras palavras, pode-se dizer que se um corpo A, está em equilíbrio térmico com dois outros corpos, B e C, então B e C estão em equilíbrio térmico com o outro. Sendo assim, considera-se o equilíbrio térmico como uma relação transitiva e assume esta característica se encontra em duas situações:
1. se ambos os sistemas estão em equilíbrio (A, B e C);
2. e se mantém assim quando os sistemas são colocados em contato, possibilitando assim a troca de calor, mas não de trabalho ou partículas.[4]

Com isso, podemos definir uma temperatura ou uma escala termométrica.
A Lei Zero é a condição básica necessária para a existência de uma função temperatura, então não é apenas uma relação transitiva, mas também uma relação de equivalência, o que significa que é uma lei reflexiva e simétrica.
A Lei Zero recebeu esse nome porque é mais fundamental do que qualquer um dos outros. Entretanto, a necessidade de declará-lo explicitamente como uma lei não foi percebida até a primeira metade do século XX, bem depois que as primeiras três leis já estavam em uso, por isso a numeração ‘zero’. Ainda há discussão sobre seu status em relação às outras três leis.

## Surgimento da temperatura
Temperatura é o grau de agitação dos átomos ou moléculas de um corpo. Independentemente do estado físico do corpo (sólido, líquido ou gasoso), quanto maior for essa agitação, maior será a sua temperatura.
No espaço dos parâmetros termodinâmicos, as zonas de temperatura constante formam uma superfície, que fornece uma ordem natural de superfícies próximas. Pode-se, construir uma função de temperatura global que forneça uma formação contínua de estados. A dimensionalidade de uma superfície de temperatura constante é um menor do que o número de parâmetros termodinâmicos, portanto, para um gás ideal descrito com três parâmetros termodinâmicos P, V e N, é uma superfície bidimensional. Por exemplo, se dois sistemas de gases ideais estão em equilíbrio, então
{\displaystyle {\frac {P_{1}V_{1}}{N_{1}}}={\frac {P_{2}V_{2}}{N_{2}}},}
Onde Pi é a pressão no i do sistema, Vi  é o volume e  Ni é a quantidade (em mol, ou simplesmente o número de átomos) de gás.
A superfície ⁠PV/N⁠=constante define superfícies de temperatura termodinâmica iguais e pode-se rotular a definição de T de modo que
{\displaystyle {\frac {PV}{N}}=RT,}
Onde R  é constante. Estes sistemas agora podem ser usados como um termômetro para calibrar outros sistemas. Tais sistemas são conhecidos como "termômetros de gás ideais".
Para que se possa realizar a medida da temperatura, precisa-se de uma escala termométrica. Existem três escalas que são mais utilizadas, sendo elas, Kelvin, Fahrenheit e Celsius.
O astrônomo e físico Anders Celsius criou a escala Celsius em 1742. Ao utilizar como base o gelo, que seria o ponto de fusão da água, ele atribuiu a esse grau de agitação o valor 0 ºC. Ao ponto de ebulição da água, o valor foi 100 ºC.
O físico alemão Daniel Gabriel Fahrenheit utilizou a mesma lógica de Celsius, mas com substâncias diferentes. Atribuiu a uma mistura de água líquida e gelo com cloreto de amônia (NH4Cl) o valor de 0 ºF. Posteriormente, uma mistura de gelo e água líquida, atribuindo o valor de 32 ºF, mais um ponto foi utilizado como base, sendo este a temperatura do corpo humano ao qual ele atribuiu como 96 ºF. 
Lorde Kelvin criou uma escala um pouco mais lógica. Como a temperatura é a medição da agitação de moléculas, ele se perguntava se poderia existir algum momento em que a temperatura fosse zero, ou seja, um momento em que não houvesse agitação nenhuma das moléculas. Sendo assim, ele criou o conceito de zero absoluto, que seria a temperatura em que as moléculas ficariam totalmente paradas, nomeando como 0 K.

## Histórico
A Lei Zero da Termodinâmica tem esta denominação graças à Ralph H. Fowler (1889-1944), um grande físico inglês, que no século XX depois de muito tempo de desenvolvimento da lei experimental, à considerou como uma lei básica, pois sem ela o conceito de temperatura não poderia ser definido e é postulado que: “Se dois corpos estiverem em equilíbrio térmico com um terceiro, estarão em equilíbrio térmico entre si”. Contudo, se fez necessária a estruturação da apresentação da Termodinâmica de uma forma mais logica, como a primeira e a segunda lei já haviam sido formuladas, então, surgiu o termo Lei Zero. Desde então esta denominação vem sendo utilizada em física.

## Importância da Lei Zero
Toda lei da física tem sua relevância, assim como a Lei Zero da termodinâmica, que curiosamente foi a última lei a ser introduzida na literatura. Após a constatação de que o calor é uma forma de energia que poderia ser transformada em outra, a Termologia passou a ser chamada de Termodinâmica. Para se obter uma estrutura lógica na apresentação da Termodinâmica, era necessário colocar uma outra lei antes das que já haviam sido enunciadas (1ª lei e 2ª lei). Assim, essa outra lei recebeu o nome de Lei Zero da Termodinâmica.

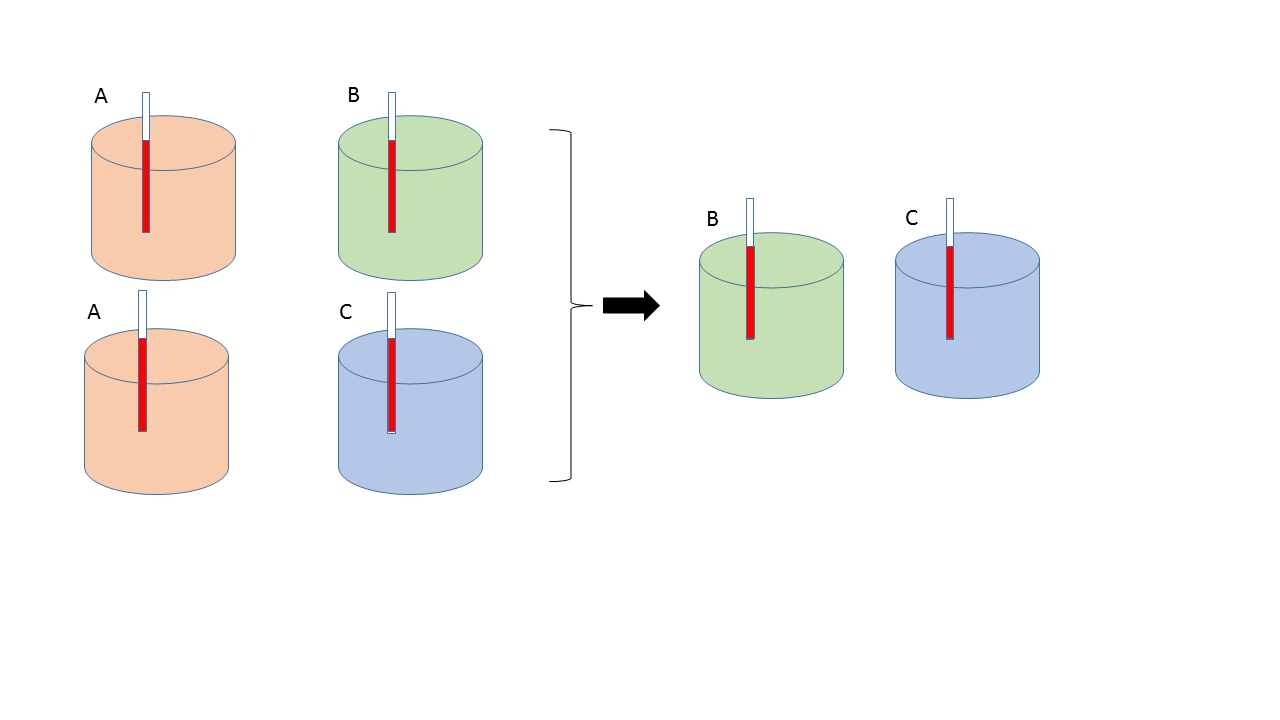
Se A está em equilíbrio com B e A também está em equilíbrio térmico com C, podemos concluir que B está em equilíbrio térmico com C.

Com os fundamentos desta lei, podemos garantir a possibilidade de usarmos um termômetro Z para averiguar se dois corpos X e Y estão em equilíbrio. Para isso, basta conferir se os dois corpos têm a mesma temperatura.